# NGC 6519
NGC 6519 — группа звёзд в созвездии Стрелец.
Этот объект входит в число перечисленных в оригинальной редакции «Нового общего каталога».